# FreeGEM
FreeGEM – system okienkowy oparty na GEM firmy Digital Research, Inc. (DRI), który pierwotnie został opublikowany w latach 80. XX wieku. GEM to akronim od „Graphical Environment Manager”. FreeGEM jest wersją darmową GEM rozwijaną po tym, jak Digital Research udostępnił kody źródłowe na licencji GPL.
FreeGEM działa pod prawie każdą wersją DOS i praktycznie każdym komputerze kompatybilnym z IBM PC.
Najbardziej popularną dystrybucją FreeGEM jest OpenGEM.